# Кашан (Ланд)
Кашан (фр. Cachen) насеље је и општина у југозападној Француској у региону Аквитанија, у департману Ланд која припада префектури Мон де Марсан.
По подацима из 2011. године у општини је живело 230 становника, а густина насељености је износила 6,45 становника/km². Општина се простире на површини од 35,66 km². Налази се на средњој надморској висини од 88 метара (максималној 114 m, а минималној 62 m).

## Демографија
| 1962. | 1968. | 1975. | 1982. | 1990. | 1999. | 2011. |
| ----- | ----- | ----- | ----- | ----- | ----- | ----- |
| 278   | 312   | 260   | 242   | 211   | 216   | 230   |

График промене броја становника у току последњих година